# Federalismo
Il federalismo indica la condizione di un insieme di entità autonome, legate però tra loro dal vincolo di un patto (in latino, appunto, foedus, "patto, alleanza").
L'accezione comune del termine appartiene all'ambito politico: il federalismo è la dottrina che appoggia e favorisce un processo di unione tra diversi Stati (a volte denominati anche soggetti federali, Länder, commonwealth, territori, province, ecc.) con una costituzione e un governo comune, ma che mantengono in diversi settori le proprie leggi. 
L'unità che si viene a creare è spesso chiamata federazione (mentre quando manchino anche una costituzione condivisa e un governo comune si parla di confederazione). I due livelli in cui è costituzionalmente diviso il potere sono distinti tra loro e sia il governo centrale, sia i singoli Stati federati, hanno sovranità nelle rispettive competenze. I sostenitori di questo sistema politico vengono chiamati federalisti. I diversi membri di questo insieme possono riconoscersi nell'autorità di un capo che li rappresenti tutti (un monarca, un capo di governo, o anche - in un contesto trascendente - una divinità), oppure convergere in un'assemblea generale.
In senso più ampio, inoltre, soprattutto nel dibattito politico italiano, si parla spesso di federalismo in riferimento ad un crescente decentramento nella gestione pubblica dell'amministrazione dello Stato, in cui si vorrebbe attribuire ai singoli enti locali una maggiore autonomia nella raccolta delle imposte e nell'amministrazione delle proprie entrate e delle spese.

## Descrizione

### Federalismo come teoria politica

Stati federali nel mondo

Gli scritti di due autori britannici, Albert Dicey e James Bryce, hanno influenzato le prime teorie sul federalismo. Dicey identificò due condizioni per la formazione di uno Stato federale: il primo era l'esistenza di un gruppo di nazioni "così vicine per luogo, storia, razza e capaci di portare, negli occhi dei loro abitanti, uno spirito di nazionalità comune."; la seconda condizione è il "desiderio di unità nazionale e la determinazione di mantenere l'indipendenza di ogni uomo, come di ogni Stato separato".
Uno Stato può essere reso "federale" rispetto ad un precedente Stato unitario (federalismo dissociativo) o rispetto a una pluralità di Stati precedenti, indipendenti o confederati (federalismo associativo).
La divisione dei poteri è una caratteristica fondamentale nel federalismo. In un classico della materia, il professore K.C. Wheare diede la sua definizione di governo federale: "Un sistema di governo che incorpora prevalentemente una divisione dei poteri tra autorità generale (federale) e regionali (o statali), ognuna delle quali, nella sua propria sfera, è coordinata con le altre e indipendente da esse". Il risultato della distribuzione dei poteri è che nessun'autorità può esercitare lo stesso livello di potere che avrebbe in uno Stato unitario.
In un sistema federale la costituzione è la norma suprema da cui deriva il potere dello Stato. Un potere giudiziario indipendente è necessario per evitare e correggere ogni atto legislativo che sia incongruente con la costituzione. Perciò, il federalismo è delimitato dalla legalità. La costituzione deve necessariamente essere rigida e snella. Le sue prescrizioni devono essere o legalmente immutabili o capaci di essere cambiate soltanto da qualche autorità che stia al di sopra e oltre gli ordinari corpi legislativi.

### Federalismo e democrazia
La causa del federalismo è portata avanti dalla teoria federalista, o anche dottrina federalista, la quale asserisce che il federalismo implichi un sistema costituzionale robusto che ancori la democrazia pluralista e che incentiva la partecipazione democratica tramite una cittadinanza duale in una repubblica composta.Pertanto se si parla della più antica federazione europea esistente, la Svizzera, la dizione corretta sarà: 'la Svizzera è una Confederazione retta da una costituzione federale, con 26 Cantoni etc.'
La classica dichiarazione di questa posizione può essere trovata in "The Federalist", il quale sostiene che il federalismo aiuti a concretizzare il principio del governo della legge, limitando l'azione arbitraria da parte dello Stato. Primo, il federalismo può limitare il potere del governo di violare i diritti, poiché esso crea la possibilità che se il potere legislativo desidera ridurre la libertà, non ne avrà il potere costituzionale, mentre il livello di governo che possiede tale potere non ne avrà il desiderio. Secondo, i procedimenti di formazione delle decisioni di tipo legalistico che caratterizzano i sistemi federali limitano la velocità con la quale il governo può reagire.
L'argomento che il federalismo aiuta ad assicurare la democrazia e i diritti umani è stato influenzato dalla teoria contemporanea della scelta pubblica; è stato asserito che nelle più piccole unità politiche, gli individui possono partecipare più direttamente che in un governo monolitico unitario. Inoltre, gli individui insoddisfatti per le condizioni in uno Stato possono scegliere di andare in un altro. Certamente, questo argomento assume che una libertà di movimento tra Stati sia necessariamente assicurata da uno Stato federale.
La capacità di un sistema federale di proteggere le libertà civili è stata messa in discussione. Spesso c'è confusione tra i diritti degli individui e quelli degli Stati. In Australia, per esempio, alcuni dei più notevoli conflitti intergovernativi degli ultimi decenni sono stati il diretto risultato dell'intervento federale che aveva il fine di assicurare i diritti delle minoranze e hanno reso necessarie delle limitazioni dei poteri dei governi degli Stati. È anche essenziale evitare confusioni tra i limiti posti dalla revisione giudiziale, cioè dal potere costituzionale delle corti di annullare le azioni del parlamento e del governo, e lo stesso federalismo.

### Federalismo fiscale
Il federalismo fiscale è una dottrina economico-politica volta a instaurare una proporzionalità diretta fra le imposte riscosse da un certo ente territoriale (Comuni, Province, Città metropolitane e Regioni) e le imposte effettivamente utilizzate dall'ente stesso. Tale sistema, integrato e coordinato tra i vari livelli di governo dello Stato, prende il nome di fisco federale.

### Federalismo demaniale
Con l'avvento del federalismo fiscale e del federalismo demaniale gli enti locali hanno la possibilità di gestire il patrimonio a loro affidato. Grazie a questi nuovi poteri, per esempio, è possibile decidere di vendere immobili in disuso e terreni abbandonati. Un modo questo per risollevare i bilanci in rosso e permettere una più accurata gestione del territorio da parte dei privati rispetto al pubblico.

### Rapporto del programma delle Nazioni Unite per lo Sviluppo
In riferimento al concetto di globalizzazione, secondo il parere di alcuni sociologi, oltre ai confini, ciò che la globalizzazione sta indebolendo sono le politiche nazionali. Il vecchio Stato-nazione (lo Stato sociale, o welfare state) risulta ormai inadeguato: troppo piccolo per rispondere ai grandi problemi e alle sfide della globalizzazione; troppo grande per risolvere le questioni locali. Come riporta il Programma delle Nazioni Unite per lo Sviluppo (UNDP) nello Human Development Report 1997, mentre all'interno dello Stato-nazione cercano prepotentemente di affermarsi identità culturali basate sull'etnia o sulla religione e si avanzano richieste di autodeterminazione, a livello mondiale si produce una seria sfida alla sovranità nazionale man mano che le imprese multinazionali penetrano nei confini nazionali e dimostrano una sensibilità scarsa o nulla per le condizioni e le leggi locali.
Di fatto, gli Stati sembrano "essere diventati troppo grandi per le cose piccole, e troppo piccoli per le cose grandi". Il rapporto del programma delle Nazioni Unite per lo sviluppo fa notare come le grandi questioni creino enormi sfide per la gestione internazionale delle stesse, sfide connesse, da un lato, alla crescente interdipendenza dei Paesi e delle persone e, dall'altro, al persistente impoverimento di una parte rilevante del pianeta. Mentre il mondo si è rimpicciolito, i meccanismi per gestire il sistema in modo sostenibile a beneficio di tutti non si sono adeguati alla nuova situazione. L'accelerazione del processo di globalizzazione sta sviluppando opportunità globali senza distribuirle equamente. Come conclude il rapporto del programma delle Nazioni Unite per lo sviluppo, l'integrazione globale elimina i confini e indebolisce le politiche nazionali. È quindi necessario un sistema di politiche globali affinché i mercati siano al servizio delle persone, e non il contrario.
Il divario tra l'ampiezza delle questioni all'ordine del giorno e il limitato raggio d'azione della politica praticata (sempre più spesso centrata su singole parti di problemi e di territorio) porta a un duplice paradosso: la "miniaturizzazione" della politica che procede di pari passo con l'intensità della globalizzazione, e la politica locale a cui viene chiesto di rispondere alle grandi sfide della globalizzazione servendosi di mezzi e risorse che la globalizzazione stessa ha reso miseramente inadeguati. Il problema nasce dal fatto che la politica continua a muoversi secondo i vecchi schemi di dominio e controllo dello spazio fisico, mentre l'economia, oggi, si sposta più rapidamente attraverso le reti telematiche.

## Storia

### Federalismo statunitense

#### Costituzione degli Stati Uniti
Prima della stesura della Costituzione statunitense, ciascuno Stato americano era essenzialmente uno Stato sovrano. La Costituzione Americana creò un governo nazionale con poteri sufficienti ad unire gli Stati, che però non sostituì i singoli governi statali. Questa sistemazione federale, per mezzo della quale il governo centrale nazionale esercita i propri poteri in determinati campi, mentre altri campi sono appannaggio dei governi statali, è una delle caratteristiche basilari della Costituzione americana, che gestisce e coordina i poteri dei due tipi di governo. Un'altra caratteristica è la separazione delle competenze tra i tre poteri del governo - il legislativo, l'esecutivo e il giudiziario - e le libertà civili. Gli autori dei Federalist Papers hanno spiegato nei saggi numero 45 e 46 come essi si aspettassero che i governi degli Stati esercitassero funzioni di controllo e bilanciamento sul governo nazionale al fine di mantenere nel tempo il cosiddetto "limited government", ossia un governo le cui funzioni siano prescritte, definite e limitate dalle leggi, generalmente per mezzo di una costituzione scritta.
Dal momento che gli Stati erano entità politiche preesistenti, la Costituzione degli Stati Uniti d'America non aveva bisogno di definire o spiegare il federalismo in alcuna sua parte. Ciò nonostante, essa menziona numerose volte i diritti e le responsabilità dei governi dei singoli Stati e delle autorità statali in confronto con quelli del governo federale. Il governo federale ha dei poteri definiti ed espressi nella Costituzione (detti anche poteri "enumerati"), che includono il diritto di imporre le tasse, dichiarare la guerra e regolare commerci interni ed esteri. Inoltre, esso ha il potere di approvare qualsiasi legge "necessaria ed adeguata" per l'esecuzione dei propri poteri. I poteri che la Costituzione non concede al governo federale o che vieta agli Stati - i poteri riservati - sono riservati al popolo o agli Stati. I poteri del governo federale sono stati significativamente espansi dagli emendamenti aggiunti alla Costituzione in seguito alla Guerra Civile e da altri emendamenti aggiunti in seguito.
La Convenzione di Filadelfia, realizzando la prima costituzione federale della storia, costruì il modello del meccanismo politico dal quale Immanuel Kant si attendeva la pace fra gli Stati e la instaurazione universale del diritto. Alexander Hamilton, scrivendo con John Jay e James Madison, durante la lotta per la ratifica della costituzione federale, i saggi del Federalist allo scopo di illustrare i suoi vantaggi rispetto alla formula confederale, sviluppò, senza esserselo proposto, i primi rudimenti della teoria di questo meccanismo politico, cioè dello Stato federale. Per inquadrare teoricamente il suo pensiero bisogna perciò tener presente che i saggi del Federalist sono formalmente soltanto degli scritti di propaganda politica, sia pure elevatissima, e bisogna inoltre, e soprattutto, risalire al fatto storico dal quale questa propaganda prese le mosse: l'elaborazione di un testo costituzionale da parte di un'assemblea.
È noto che la costituzione degli Stati Uniti d'America rappresenta il frutto di un compromesso, e di un compromesso nel senso più stretto della parola, tant'è che i punti più importanti della costituzione furono concepiti esclusivamente come pure e semplici transazioni tra le opinioni divergenti delle parti in contrasto, e per nulla affatto come le singole parti di un edificio coerente. Nonostante la loro natura queste transazioni identificarono di fatto gli ingranaggi fondamentali del meccanismo federale, e fondarono un solido edificio. E un risultato singolare, ma perfettamente spiegabile. Alla fine della guerra di indipendenza, dal punto di vista istituzionale, la classe politica americana era divisa in due correnti, una piuttosto unitaria e l'altra piuttosto pluralistica. Entrambe avevano un fondamento che non si poteva eliminare a breve scadenza: l'Unione e gli Stati. Il loro contrasto aveva perciò una via d'uscita solo nel compromesso, e il compromesso si poteva fare in un modo solo: salvando l'Unione con un governo panamericano veramente indipendente, ossia attivo sui cittadini e non sugli Stati, e salvaguardando nel contempo, con l'indipendenza degli Stati stessi, il pluralismo. La difficoltà stava nel trovare la formula di un governo centrale che, pur agendo direttamente sui cittadini degli Stati associati, non distruggesse la loro indipendenza. In conclusione, si giunse a una federazione perché non si poteva che giungere a una federazione.
Col tempo, il governo federale è aumentato in dimensioni ed in influenza, sia sulla vita di tutti i giorni sia sul governo degli Stati. Ci sono diverse ragioni per questo, compreso il bisogno di regolare affari e industrie che esorbitano dai confini dei singoli Stati, il tentativo di assicurare i diritti civili e di provvedere ai servizi sociali. Molti ritengono che il governo federale si sia sviluppato oltre i limiti consentiti dai poteri espliciti. La Corte Suprema degli Stati Uniti ha talvolta invalidato decisioni federali, per esempio "La legge sulle zone scolastiche libere dalle armi" (Gun-Free School Zones Act) nel caso Stati Uniti contro Lopez.
Tuttavia, la maggior parte delle azioni dal governo federale possono trovare un certo supporto legale fra i suoi poteri specifici come la clausola di commercio ("Commerce clause").
La dottrina del federalismo dualistico sostiene che il governo federale e i governi degli Stati si trovano sostanzialmente sullo stesso piano politico, ed entrambi sono sovrani. In base a questa teoria, alcune parti della costituzione sono interpretate in modo molto restrittivo; tra esse vi sono il decimo emendamento, la "Supremacy Clause", la "Necessary and Proper Clause" e la "Commerce Clause". Secondo questa interpretazione il governo federale ha giurisdizione solo sulle materie in cui la costituzione gliela assegna esplicitamente. Esisterebbe quindi un ampio ambito di poteri spettanti ai singoli Stati, e il governo federale potrebbe esercitare soltanto i poteri esplicitamente elencati nella costituzione. 

### Federalismo europeo

#### Dall'Ottocento al Novecento
Nato nell'altra sponda dell'Atlantico, il federalismo si diffonde anche in Europa già nell'Ottocento. Le elaborazioni principali sviluppano il federalismo in una duplice chiave: in polemica con l'opprimente centralizzazione amministrativa della maggior parte degli Stati europei (ad esempio, in Proudhon e Cattaneo) e come strumento di ricerca di una pace duratura in un continente sempre in preda a sanguinari scontri (soprattutto in Kant).
È solo nel 1941 però, ossia quando il conflitto sembra ancora destinato ad essere vinto dalle forze dell'Asse, che tre illuminate menti del panorama intellettuale italiano stendono quello che verrà ricordato come il Manifesto di Ventotene.
La gestazione di quest'opera, da parte di Altiero Spinelli ed Ernesto Rossi, esiliati sull'isola di Ventotene appunto, durò all'incirca sei mesi. Furono ispirati da un libro scritto da Junius (pseudonimo usato da Luigi Einaudi) pubblicato circa vent'anni prima. Il Manifesto di Ventotene, steso nel 1941 da Spinelli e Rossi insieme a Eugenio Colorni e Ursula Hirschmann, è un fondamentale documento che traccia le linee guida di quella che sarà la carta dei diritti fondamentali dell'Unione europea. I tre intellettuali previdero la caduta dei poteri totalitari e auspicarono che, dopo le esperienze traumatiche della prima metà del Novecento, i popoli sarebbero riusciti a sfuggire alle subdole manovre delle élite conservatrici. Secondo loro, lo scopo di queste sarebbe stato quello di ristabilire l'ordine prebellico.
Per contrastare queste forze si sarebbe dovuta fondare una forza sovranazionale europea, in cui le ricchezze avrebbero dovuto essere redistribuite e il governo si sarebbe deciso sulla base di elezioni a suffragio universale. L'ordinamento di questa forza avrebbe dovuto basarsi su una “terza via” economico-politica, che avrebbe evitato gli errori di capitalismo e comunismo, e che avrebbe permesso all'ordinamento democratico e all'autodeterminazione dei popoli di assumere un valore concreto.
Il Manifesto rimane ancora oggi uno dei più validi e significativi fondamenti della letteratura politica federalista. Anzi, in un certo senso, rappresenta la nascita di una vera e propria ideologia federalista europea. Infatti, mentre in tutti i precedenti autori quello federalista è un aspetto di un pensiero politico personale più complesso, il federalismo e l'Europa sono per Spinelli i fondamenti stessi del suo pensiero politico. Il Manifesto pone come base della civiltà moderna “il principio della libertà, secondo il quale l'uomo non deve essere un mero strumento altrui, ma un autonomo centro di vita”. Lo spunto iniziale è la constatazione della crisi dello Stato nazionale che, fondendo insieme Stato e nazione, ha accentuato le tendenze autoritarie all'interno dei confini nazionali e quelle aggressive sul piano internazionale. Per contrastare entrambe queste tendenze il Manifesto suggerisce di riorganizzare in senso federale l'Europa in modo che tutti gli Stati europei lascino le loro decisioni in alcune delicate materie (moneta, politica estera, politica economica, difesa, ecc.) a uno Stato internazionale superiore a ognuno di loro.
Gli “uomini ragionevoli”, infatti, come riporta il Manifesto, devono constatare “la inutilità, anzi la dannosità” di organismi internazionali che non si strutturino in modo federale e che quindi non si dotino di un proprio esercito e della possibilità di intervenire anche militarmente per garantire la sopravvivenza di un'Europa federale. Per raggiungere questo obiettivo non servono, come abbiamo già accennato, le forme di aggregazione politica tradizionali. I partiti, infatti, sia che si ispirino a ideologie reazionarie, liberali, democratiche, socialiste o comuniste, mirano a migliorare la situazione del loro Stato, nella convinzione che la pace nasca dall'affermazione dei rispettivi principi di libertà, uguaglianza e giustizia sociale. In altre parole, i partiti politici lottano per la conquista di un potere già esistente, per la ricostruzione di uno Stato nazionale che sia appunto reazionario, liberale, democratico, socialista o comunista. Per il progetto di Spinelli, invece, occorre un'organizzazione politica veramente sopranazionale capace non tanto di conquistare il potere, quanto piuttosto di creare un nuovo potere: questo il compito del Movimento Federalista Europeo.
Come per gli altri autori, anche per Spinelli l'aspetto di valore del federalismo è la pace; è inevitabile quindi che la federazione europea non possa che rappresentare un punto di passaggio per un qualcosa di ancora più grande, di un qualcosa che richiama gli echi del progetto di Kant: una federazione mondiale. Infatti, come recita con un fascino quasi profetico il Manifesto, “quando, superando l'orizzonte del vecchio continente, si abbracci in una visione di insieme tutti i popoli che costituiscono l'umanità, bisogna pur riconoscere che la federazione europea è l'unica garanzia concepibile che i rapporti con i popoli asiatici e americani possano svolgersi su una base di pacifica cooperazione, in attesa di un più lontano avvenire, in cui diventi possibile l'unità politica dell'intero globo”.

#### Principi ispiratori dell'Unione europea
Si è affermato l'eguale diritto per tutte le nazioni di organizzarsi in Stati indipendenti. Ogni popolo, individuato nelle sue caratteristiche etniche geografiche linguistiche e storiche, doveva trovare nell'organismo statale, creato per proprio conto secondo la sua particolare concezione della vita politica, lo strumento per soddisfare nel modo migliore ai suoi bisogni, indipendentemente da ogni intervento estraneo.
L'ideologia dell'indipendenza nazionale è stata un potente strumento di progresso ha eliminato molti degli impedimenti che ostacolavano la circolazione degli uomini e delle merci; Si è affermato l'uguale diritto per i cittadini alla formazione della volontà dello Stato. La libertà di stampa e di associazione e la progressiva estensione del suffragio ha fatto estendere, dentro il territorio di ciascun nuovo Stato, alle popolazioni più arretrate, le istituzioni e gli ordinamenti delle popolazioni più civili. Essa portava però in sé i germi del nazionalismo imperialista, che la nostra generazione ha visto ingigantire fino alla formazione degli Stati totalitari ed allo scatenarsi delle guerre mondiali.

#### Concretizzazione del concetto di federalismo
Dall'idea precisa della pace discende dunque l'idea federalistica della distribuzione del potere politico, e per ciò stesso l'esigenza di identificare le condizioni storico-sociali che consentono d'instaurarla e di mantenerla nell'ambito di una parte del genere umano o di tutto il genere umano. Ormai non è più vero che la creazione degli Stati Uniti d'Europa (dell'Europa occidentale-atlantica: solo di questo realisticamente si parla) significhi creazione di diritto sovranazionale così come precedentemente inteso; né costituisce in alcun modo, di per sé, un passo in quella direzione. Gli Stati nazionali europei sono già stati superati in realtà dalla loro riduzione a Stati regionali, con tutti i limiti di impotenza.
L'europeismo prevalente ha oggi un valore eminentemente difensivo: significa la conquista per il popolo europeo di un suo Stato di dimensione adeguata per sostenere il confronto internazionale atto a tutelare i propri interessi, ad essere perciò una potenza nel mondo attuale. Europeismo cioè che vuole essere momento di scontro politico fra la concezione democratica-parlamentare e quella totalitaria, fra chi privilegia i diritti della persona e chi li sottopone gerarchicamente agli interessi dello Stato, fra chi rivendica la necessità che il diritto non sia limitato dalle frontiere e chi difende la barbarie in nome della sovranità nazionale e del principio di non ingerenza.
Il progressivo sfaldamento dei principi liberali della democrazia parlamentare e della divisione dei poteri a cui si assiste, seppur in misura diversa, in tutti i paesi europei in nome delle urgenze determinate di volta in volta dalla crisi economica, dal deficit delle finanze pubbliche o dal terrorismo russo, irlandese o basco, rappresentano i sintomi più evidenti della incapacità delle istituzioni statali nazionali di far fronte alla nuova dimensione dei problemi. La riduzione progressiva dei poteri parlamentari che viene registrata in Italia come in Francia o nel Belgio, il trasferimento sempre più massiccio dei poteri legislativi all'esecutivo attraverso l'abuso del potere di decretazione o dei "pouvoirs spèciaux", sia quando si realizza attraverso modifiche costituzionali o regolamentari, sia quando viene imposto forzando la legge, testimoniano almeno in parte l'impotenza delle istituzioni statali nazionali a far fronte alla dimensione sovranazionale dei problemi emergenti, da quelli economici a quelli determinati dalla criminalità o dal terrorismo, e alle influenze dello sviluppo tecnologico sui processi decisionali.
Le istituzioni comunitarie sono del resto paralizzate dall'incapacità di concepire un unico "governo" europeo perlomeno nelle materie di competenza comunitaria. Gli "egoismi nazionali" e gli interessi dei grossi centri di potere economico e politico lo impediscono sistematicamente. Del resto questa ipotetica autorità sovranazionale non potrà mai essere legittimata democraticamente finché non potrà ricevere la fiducia da un Parlamento europeo, quale unica espressione della sovranità popolare europea, dotato degli effettivi poteri d'indirizzo, controllo e legislativi. D'altronde il Parlamento europeo non potrà mai conquistare la capacità d'imporre il processo d'integrazione politica europea finché sarà composto da partiti privi di una vocazione europeista e soprattutto incapaci di rappresentare gli interessi dei gruppi sociali ed economici che si vanno riconoscendo o si possono riconoscere nell'Europa politica.
La crisi delle istituzioni comunitarie è quindi innanzitutto crisi e insufficienza di quel diritto comunitario rimasto incompiuto nei Trattati nonostante i tentativi evolutivi sanciti dalle sentenze della Corte di Lussemburgo.
A questo "deficit democratico" dell'Unione europea tentò di porre rimedio il Parlamento europeo con il progetto di Trattato dell'Unione portato a termine nella precedente legislatura sotto la guida di Altiero Spinelli.

#### Partiti politici e movimenti di matrice federalista nell'ambito dell'Unione europea
Dopo la seconda guerra mondiale nacquero vari movimenti, come l'Unione dei Federalisti Europei o il Movimento Federalista Europeo, fondato nel 1943, che sostenevano la creazione di una federazione europea. Queste organizzazioni ebbero una certa influenza, anche se non decisiva, sul processo di unificazione europea. L'Europa di oggi è ancora lontana dall'essere una federazione, nonostante l'Unione Europea possieda alcune caratteristiche federali. I federalisti europei hanno sostenuto l'elezione diretta di un Parlamento europeo e furono tra i primi a porre all'ordine del giorno la stesura di una costituzione europea. I loro oppositori sono coloro che sostengono un ruolo più modesto per l'Unione e coloro che vorrebbero che l'Unione fosse diretta dai governi nazionali piuttosto che da un governo europeo elettivo. Anche se il federalismo era citato nelle bozze del trattato di Maastricht e del trattato istitutivo della Costituzione europea, non fu mai accettato dai rappresentanti degli Stati membri. I paesi che favoriscono un'Unione più federale sono di solito Germania, Belgio e Italia, anche se dopo le europee del 2019 il popolo italiano ha votato soprattutto partiti euroscettici, cioè non federalisti. Quelli che tradizionalmente si oppongono a questa idea sono Gran Bretagna e Francia. Dal 2017 è presente in tutta Europa il partito eurofederalista Volt Europa che ha un seggio al Parlamento Europeo e tre nella Camera Bassa Neederlandese. Il tentativo di creare una Comunità europea di difesa fu in pratica l'ultimo tentativo di creare un'Europa federale. 

#### Federalismo italiano
Il federalismo italiano è l'ideologia politica che vorrebbe la trasformazione della Repubblica italiana in uno Stato federale.

#### Federalismo e sovranismo
Secondo il politologo Paolo Becchi potrebbe essere accettabile, per l'Europa, una forma "debole" di sovranismo, che salvaguardasse l'esigenza di indipendenza che emerge dai singoli Stati nel contesto di una più ampia istituzione federale.